# سامسونج جالكسي أي 9
سامسونج جالكسي A9 (بالإنجليزية: Samsung Galaxy A9)‏ هو هاتف محمول بشاش لمس يعمل بنظام أندرويد، أصدرته شركة سامسونج في يناير 2016.

## المواصفات

### الشاشة
شاشة الجهاز هي شاشة سعوية تعمل بتقنية "سوبر أموليد"، وبدقة 1080×1920 بكسل (Full HD)؛ وبكثافة شاشة 367 بكسل في الإنش الواحد، وتدعم الشاش تقنية اللمس المتعدد.

### المعالجة والنظام والذاكرة
يعمل الجهاز بنظام أندرويد من الإصدار 5.1، ويحمل معالجَين من نوع كوالكوم MSM8976 سنابدراغون 652، الأول بسرعة 1.8 غيغاهرتز رباعي النوى، والثاني بسرعة 1.2 غيغاهرتز رباعي النوى. ومعالج الرسوميات من نوع أدرينو 510. أما ذاكرة الرام فبسعة 3 غيغابايت، والذاكرة الداخلية بسعة 32 غيغابايت، ويستطيع الجهاز استقبال ذاكرة خارجية بقياس 128 غيغابايت.

### الكاميرا
الكاميرا الخلفية للجهاز بقياس 13 ميغابكسل، مع تقنية التركيز الآلي، وفلاش LED، وهي قادرة على تحديد الوجه ولديها ميزة التصوير البانورامي، ودقة تصوير الفيديو لديها 1080×1920 بكسل (Full HD). أما الكاميرا الأمامية فبدقة 5 ميغابكسل ودقة تصوير الفيديو لديها أيضًا 1080×1920 بكسل.

### الصوتيات
مشغل الصوتيات في الجهاز هو Android media player، وهو قادر على تشغيل ملفات صوتية من نوع إم بي 3، وWAV. ومَدخل سماعة الرأس بقطر 3.5 مليمتر. والجهاز قادر على تسجيل الصوت.

### الاتصال
الجهاز قادر على تصفح الإنترنت، ويمكنه تشغيل الواي-فاي من الأنواع: a/b/g/n/ac. كما أن لديه بلوتوث من الإصدار 4.1، ويحمل ميزة الاتصال قريب المدى (NFC). وإصدار اليو إس بي فيه هو الإصدار الثاني. ويشغل راديو إف إم.
'البطارية :'
السعة 4000mAh
يدعم الشحن السريع